# Diversitermes
Diversitermes (лат.) — род носатых термитов из семейства Termitidae (Nasutitermitinae). Южная Америка. 3 вида.

## Описание
Мелкие виды носатых термитов. Солдаты имеют носовую трубку из которой при опасности выстреливают репеллентами на основе терпенов. Жвалы солдат сильно редуцированные, нефункционирующие. лабрум шире своей длины. Формула шпор голеней: 2—2—2. Голова крупных солдат овальная, желтовато-коричневая, с 4 волосками у основания носа.

## Систематика
3 вида. Род был впервые выделен в 1912 году. Род включен в родовую группу Nasutitermes Group.
- Diversitermes castaniceps (Holmgren, 1910) — Боливия, Бразилия, Парагвай (=Eutermes (Constrictotermes) castaniceps Holmgren, 1910)[5]

= Diversitermes eidmanni Roonwal, Chhotani & Verma, 1981 (Бразилия). Синонимизирован в 2016 году.
- Diversitermes diversimiles (Silvestri, 1901) — Аргентина, Боливия, Бразилия, Парагвай (=Eutermes diversimiles Silvestri, 1901)[7]

= Eutermes strelnicovi John 1920 (=Nasutitermes strelnicovi)
- Diversitermes tiapuan Oliveira & Constantino, 2016[4].

Ранее в состав рода включались вид Diversitermes aporeticus Mathews, 1977 (Бразилия), который в 2016 году был перенесён в состав рода Velocitermes Holmgren, 1912. Вид Diversitermes needhami Roonwal, Chhotani & Verma, 1981 (Бразилия) синонимизирован с видом Velocitermes heteropterus (Silvestri 1901).